# 义生里
义生里是位于中国天津市和平区大理道北侧与河北路东侧的一处由六幢连体公寓形成里弄式住宅，建于1924年，义生里临大理道的大理道14-16号和大理道18-22号两幢建筑目前为一般保护等级历史风貌建筑。

## 历史
义生里由王紫明于1924年投资建设并以其堂号“义生堂”命名该里弄，西北军冯玉祥部将领鹿钟麟，解放后在此居住。该里弄现为居住和办公用房。

## 建筑
义生里位于天津市和平区五大道地区大理道与河北路交口，总建筑面积约为5000平方米，其中占地面积约为4800平方米，每幢建筑均为由分户单元联排组成的砖木结构二层楼房，每个单元前后设有小院。建筑外立面为硫缸砖清水墙面，顶部为坡屋顶大筒瓦屋面设计，义生里临街的两幢建筑的主入口为拱券式设计。

## 建筑图片

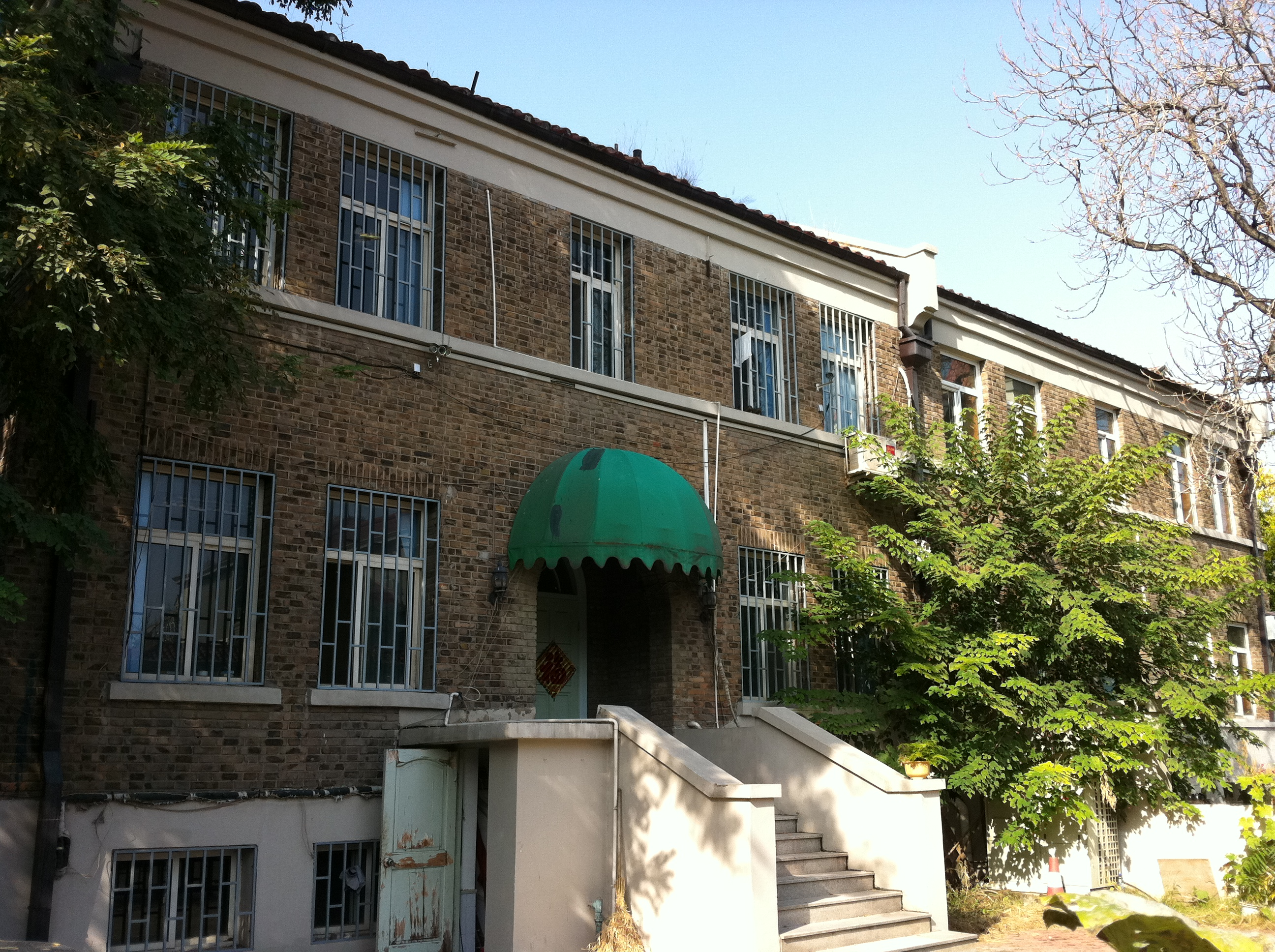
大理道14-16号
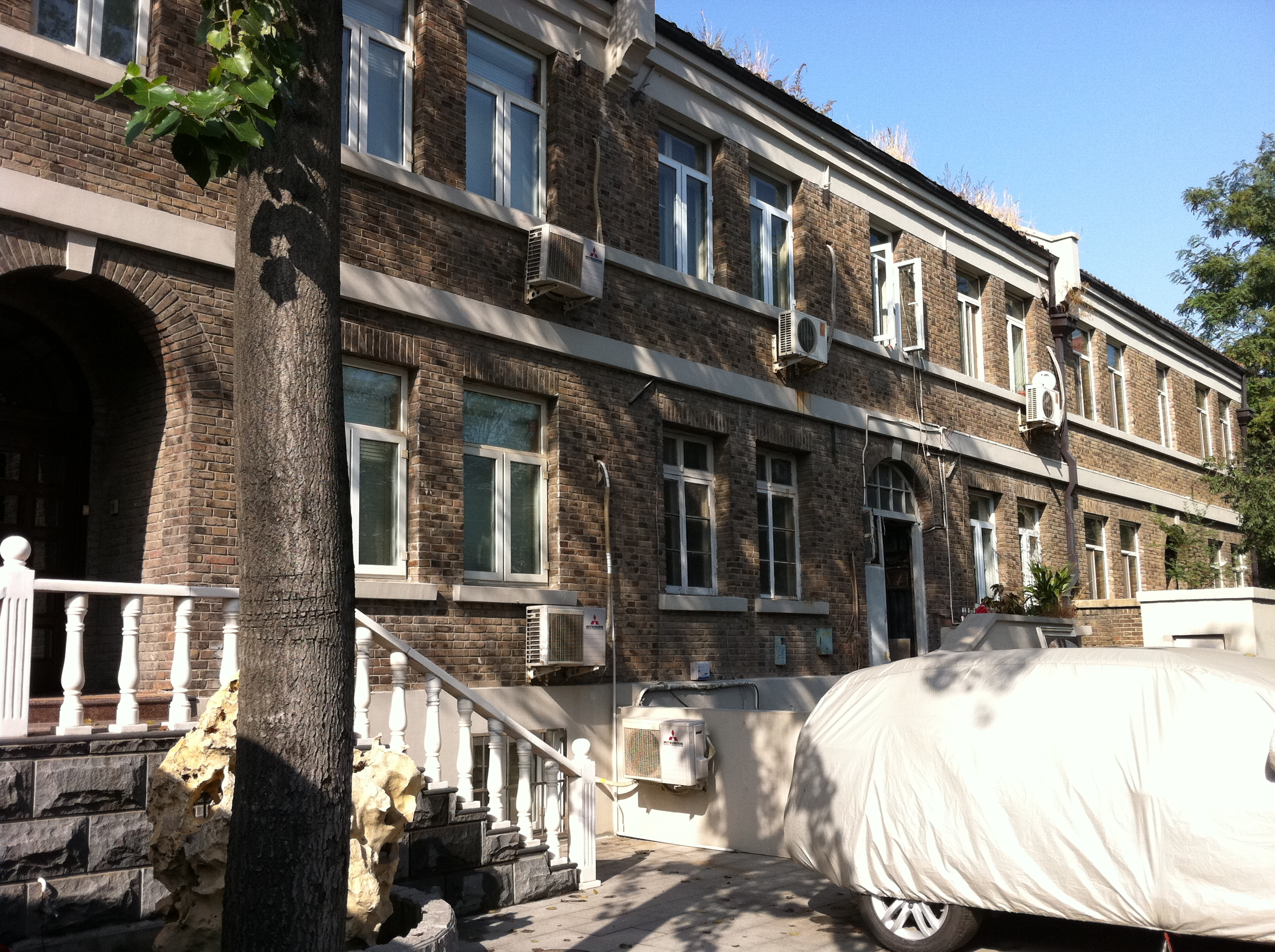
大理道18-22号鹿钟麟旧居